# Sphenodon guntheri
Sphenodon guntheri (Гатерія Гантера) — вид роду Гатерія ряду дзьобоголових. Інша назва «туатару острова Бразер». Лише у 1989 році Чарльз Догерті, професор Університету Вікторія у Веллінгтоні, довів, що Sphenodon guntheri є самостійним видом.

## Опис
Загальна довжина сягає 25-30 см. Зовнішністю схожа на вид Sphenodon punctatus, відрізняється за генетичними ознаками. Голова велика відносно до тіла, гребінь на спині довгий (у самців) і короткий (у самиць). Зуби нижньої щелепи дуже акуратно вписуються між зубами верхньої щелепи. Це дуже допомагає розривати жорстку здобич. Вуха вбудовані, зовні їх не помітні. На голові присутнє третє око, за допомогою якого молоді особини отримують необхідний для здоров'я вітамін D з ультрафіолетових променів. З віком воно поступово вкривається шкірою. У самців відсутній статевий член, сперма в організм самиці доставляється неопосередково.
Забарвлення коричневий або цегляно-червоний. На шиї, спині і по хвосту розсипані плями.

## Спосіб життя
Населяє пляжі і лісові ділянки, воліє до чагарників. Дорослі особини дотримуються тактики «сиди і дивись» — все, чим вони займаються, це сидять біля своїх нір в очікуванні, коли повз пройде комаха, яка стане їх здобиччю. Іноді їм попадається дрібна птиця або ящірка, але воліє живитися яйцями і пташенятами.
Основними ворогами є щури та постійні пожежі в місце перебування.
Тривалість життя в середньому становить близько 60 років, зустрічаються 100-річні особини.

## Розповсюдження
Мешкає на острові Норт Бразер (Північний Брат) в протоці Кука (поділяє Північний та Південний острови). Відомо близько 400 дорослих особин цього виду.